# Lobones
Lobones es un despoblado español situado en el término municipal de Valverde del Majano, en la provincia de Segovia, comunidad autónoma de Castilla y León. Actualmente se conservan restos de un antiguo molino hidráulico y una venta, además de un caserío rehabilitado como hotel rural.

## Toponimia
Lobón o Lobones era o bien el nombre era el nombre de la persona que repobló el lugar o la zona desde donde llegaron los repobladores. Puede provenir o bien del latín lupone, relacionado con lupus, lobo o de la raíz hidrónima lup/lupa/lubia "río", que por analogía ha tomado forma de zoónimo lobo.

## Ubicación

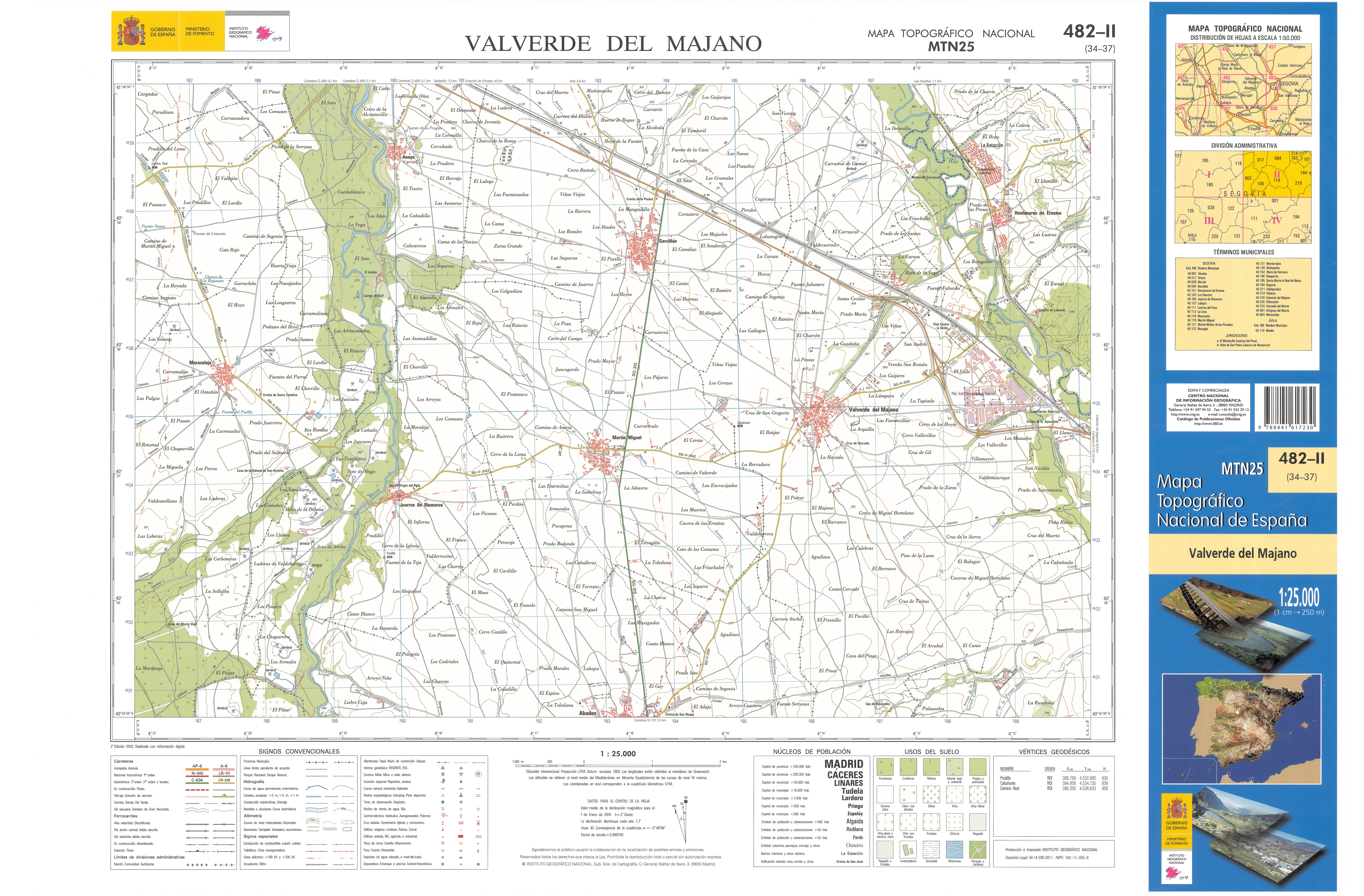
Fragmento de la hoja 457 del Mapa Topográfico Nacional de España de 2010 en el que se representa el lugar donde se ubicó Lobones

Se situaba a 1 km al sur de Hontanares de Eresma, 3,1 km al noreste de Valverde del Majano y 8 km al oeste de la ciudad de Segovia. Está situado en las inmediaciones de la Vía Verde del río Eresma, una ciclovía que trascurre por el trazado desmantelado de la línea de ferrocarril Segovia-Medina del Campo.
Da nombre al cercano Monte Lobones donde cazaba Carlos III, al Puente de Lobones sobre el Eresma y al arroyo afluente de este río, Valdelobones.

## Historia
Surgió dentro a la Comunidad de Villa y Tierra de Segovia, en el Sexmo de San Millán, dependiendo jurídicamente de Valverde y eclesiásticamente de Valseca, se tiene constancia de su existencia en 1247, cuando aparece documentado pagando como impuestos la cantidad de 3,5 maravedíes al obispado, por lo que debió de ser entonces una aldea muy pequeña.
Seguía poblada en 1473, siglo en el que debió de instalarse la venta, en 1591 aparecía sin vecinos sin embargo en el siglo XVII se creó un caserío perteneciente al Marquesado de Castellanos y un molino hidráulico que ya funcionaba a mediados del setecientos, quedando recogido en el Catastro de Ensenada.
El caserío según el Diccionario de Miñano de 1824-26 contaba con 4 habitantes y en 1829 se citó como uno de los anejos de Valseca por el Censo de población de las provincias y partidos de la Corona de Castilla. Finalmente en 1999 abrió sus puertas tras ser rehabilitado como hotel privado, aún en manos del Marquesado de Castellanos.
En 1940 todavía era un núcleo de población de Valverde del Majano y contabiliza cinco viviendas y otras dos edificaciones, aglutinando 26 habitantes de derecho; 25 de hecho.

### Leyenda
Según la leyenda, en los primeros tiempos de la Reconquista, Hontanares de Eresma en manos árabes vio peligrar su existencia al ser atacada por una mesneda cristiana del norte, durante la batalla una doncella llamada Teresa-Lobones acudió siguiendo el curso del Eresma a pedir socorro a la vecina Segovia. Durante el trayecto, la doncella perdió la cartera con el documento firmado en Hontanares en el que pedía socorro a la ciudad. Aunque la doncella logró convencer a los segovianos de acudir a Hontanares, estos estaban a punto de echarse atrás a la altura de donde está hoy Lobones al no aparecer la cartera ni oírse bélico ruido alguno. Teresa-Lobones se encomendó a Alá y atronador se le oyó inquiriéndoles continuar, esto hicieron y lograron salvar a Hontanares que estaba a punto de perecer. Por este motivo Hontanares y Segovia decidieron crear un pueblo en este lugar en honor a Teresa-Lobones.